# Åland
Åland ([ˈoːland] ⓘ; auch Landskapet Åland finnisch Ahvenanmaa, auch Ahvenanmaan maakunta, in deutscher Amtssprache Ålandinseln) ist eine mit weitgehender politischer Autonomie ausgestattete Landschaft Finnlands. Sie besteht aus der gleichnamigen Inselgruppe in der nördlichen Ostsee am Eingang des Bottnischen Meerbusens zwischen Schweden und dem finnischen Festland. Schwedisch ist die einzige Amtssprache der Region, die infolge einer Entscheidung des Völkerbundes aus dem Jahr 1921 als entmilitarisierte Zone zu Finnland gehört, aber ihre inneren Angelegenheiten weitgehend autonom verwaltet. Bestimmte politische und wirtschaftliche Rechte stehen auch finnischen Staatsangehörigen nur begrenzt zu. Die Wirtschaft der Inseln wird heute vom Fremdenverkehr und dem Schiffsverkehr bestimmt. Letzterer wird durch steuerliche Sonderregelungen begünstigt, die beim Verkehr mit Åland steuerfreien Einkauf ermöglichen.

## Geographie

Gemeinden auf den Åland-Inseln; die Inselgruppe besteht aus 6757 Inseln, von denen 60 bewohnt sind.

### Allgemeines
Die Inselgruppe besteht aus über 6700 Inseln und Schären und bildet einen Archipel am südlichen Eingang des Bottnischen Meerbusens in der nördlichen Ostsee. Åland reicht bis circa 40 km an die schwedische Küste und bis 15 km an die finnische Küste heran. Die Hauptinsel Fasta Åland mit etwa 90 % der Einwohner liegt im Westen, 40 km von der schwedischen und 100 km von der finnischen Küste entfernt.
Die Inseln haben eine Landfläche von insgesamt 1552,38 km². Unter Einrechnung der Wasserflächen der Ostsee erreicht die Region eine Größe von 13.517 km². Die Gesamtzahl der Inseln beträgt 6757, wenn man als Mindestgröße einer Insel 0,25 ha ansetzt. Die auf 60 Inseln verteilte Gesamteinwohnerzahl von 30.074 Menschen ergibt eine Bevölkerungsdichte von 18,4 Einwohnern/km².
Åland ist eine relativ flache Inselgruppe. Der höchste Berg ist der Orrdalsklint im Norden von Fasta Åland (Gemeinde Saltvik) mit 129 m Höhe.

### Geologie
Die Inseln Ålands bestehen zum größten Teil aus metamorphen und magmatischen Gesteinen, die oft als Fels zum Vorschein treten. Sie sind präkambrischen Alters (circa 1,6 Milliarden Jahre) und gehören zum Baltischen Schild. Vor allem im östlichen Teil der Inselgruppe steht Gneis an. Auf der Hauptinsel und in ihrer Umgebung findet man meist Granite. Bekannt bei Geologen ist die auf den Inseln vorkommende rötliche Granitvarietät Rapakiwi, die man auch sehr häufig in Norddeutschland als eiszeitliches Geschiebe findet.
Die Landschaft wurde von den Vereisungen des Eiszeitalters geprägt. Typisch sind Rundhöckerlandschaften und Schären. In der letzten Eiszeit wurde das Land von den Eismassen vollständig unter den Wasserspiegel gedrückt, so dass nach dem Abschmelzen der Gletscher die Ålandinseln fast komplett von Wasser bedeckt waren. Seit etwa 13.000 Jahren hebt sich das Land allmählich aus dem Meer, beginnend mit dem höchsten Punkt Ålands, dem Orrdalsklint. Im Laufe der Zeit stieg das Land weiter an und immer mehr Inseln bildeten sich. Dieser Prozess setzt sich bis heute fort: Åland steigt mit einer Geschwindigkeit von etwa sieben Millimetern pro Jahr aus dem Meer empor.
Dort, wo sich Meeresablagerungen (meistens Feinsande und Schluffe) in größerer Mächtigkeit (einige Meter) absetzen konnten, ist nach der postglazialen Landhebung Landwirtschaft möglich. Landwirtschaftlich nutzbar sind auch die Areale, auf denen die Gletscher beim Abschmelzen noch geringmächtige Sedimente auf den anstehenden Felsen ablagerten.

### Klima
Das Klima auf Åland ist aufgrund der Insellage in der Ostsee im Vergleich zum schwedischen und finnischen Festland gemäßigt. Die Ostsee erwärmt im Winter die kalten Nordostwinde und kühlt im Sommer die heißen Südostwinde. Der jährliche Niederschlag liegt bei durchschnittlich 541 mm pro Jahr und ist damit geringer als auf dem schwedischen und dem finnischen Festland.
Die Jahresdurchschnittstemperatur liegt bei 5,5 Grad Celsius. Die höchste jemals auf Åland gemessene Temperatur betrug 31,3 Grad Celsius, die niedrigste −32,4 Grad Celsius. Die Durchschnittswerte für die einzelnen Monate des Jahres aus den Jahren 1971 bis 2000 sind der untenstehenden Klimatabelle zu entnehmen.
|                        | Jan  | Feb  | Mär  | Apr | Mai | Jun  | Jul  | Aug  | Sep  | Okt | Nov | Dez  |   |     |
| Mittl. Temperatur (°C) | −2,5 | −3,7 | −1,2 | 2,7 | 8,6 | 13,0 | 15,9 | 15,0 | 10,5 | 6,4 | 2,4 | −0,6 | ⌀ | 5,6 |
|                        |      |      |      |     |     |      |      |      |      |     |     |      |   |     |
| Niederschlag (mm)      | 40   | 24   | 30   | 27  | 24  | 42   | 55   | 73   | 65   | 61  | 62  | 38   | Σ | 541 |
|                        |      |      |      |     |     |      |      |      |      |     |     |      |   |     |
| Regentage (d)          | 10   | 6    | 7    | 7   | 5   | 6    | 7    | 9    | 10   | 10  | 12  | 11   | Σ | 100 |

|  |

|  |

|  |

|  |

|  |

|  |

|  |

|  |

|  |

|  |

|  |

|  |

|  |

|  |

|  |

|  |

|  |

|  |

|  |

|  |

|  |

|  |

|  |

|  |

### Flora und Fauna

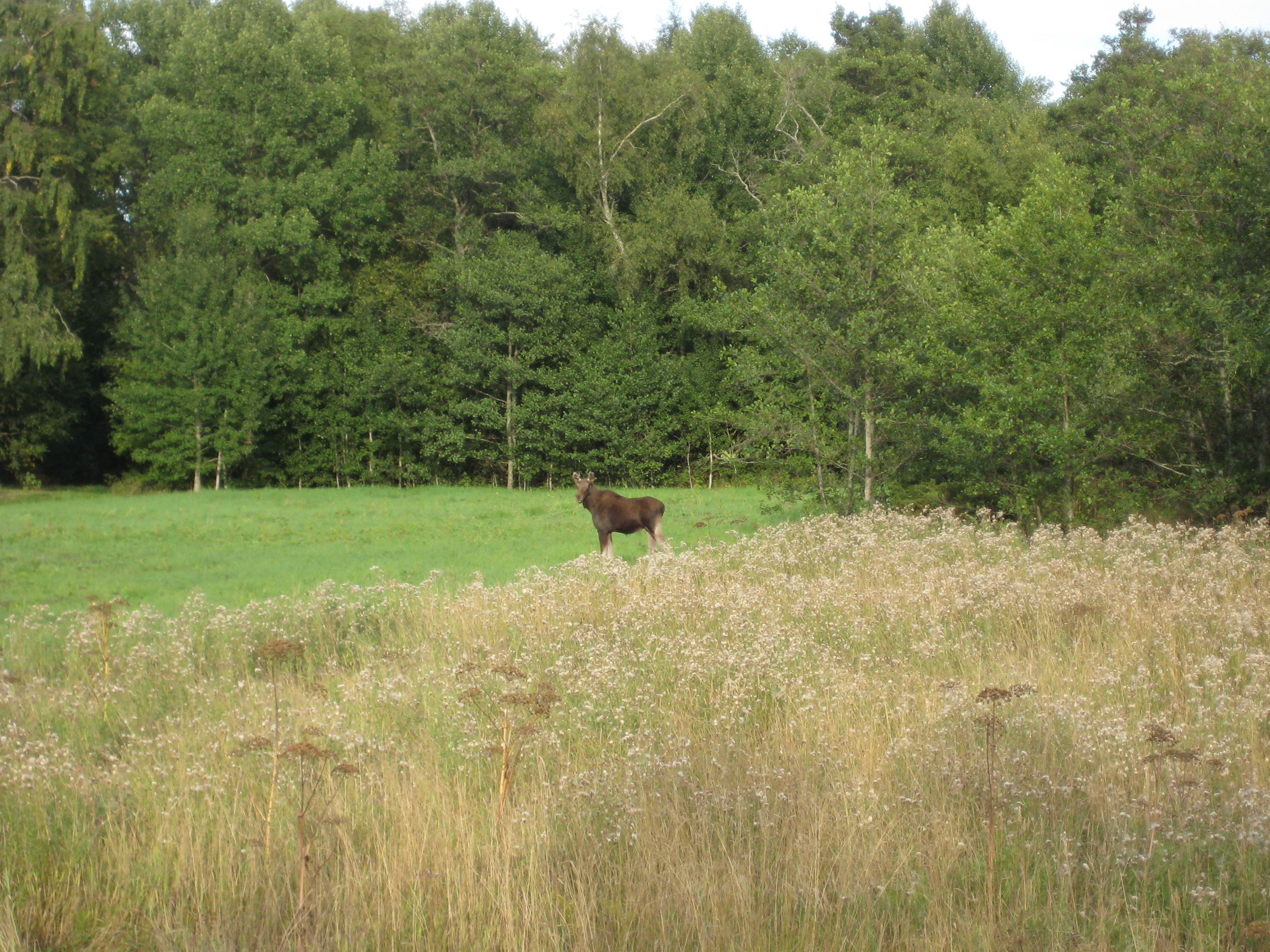
Wald, Wiese und Elch auf Kumlinge

Åland gehört zur Vegetationszone des borealen Nadelwaldes. Neben den vorherrschenden Tannen- und Fichtenarten gibt es jedoch auch zahlreiche Laubbäume, insbesondere Eichen, Eschen, Ulmen, Ahorne und Linden. Auf den Inseln wachsen auch viele Orchideenarten, von denen die meisten zu den etwa fünfzig unter Naturschutz stehenden Pflanzen gehören.
In Åland sind 25 Säugetierarten beheimatet, darunter viele Nagetiere, aber auch Rothirsche und Rehe.
Durch die Meerlage und das relativ milde Klima gibt es eine reichhaltigere Vogelwelt als auf dem finnischen Festland. Auf den Inseln brüten über 130 Vogelarten, darunter bedrohte Wasservögel wie die Bergente. Der Seeadler, der Mitte der 1970er Jahre in ganz Finnland praktisch ausgerottet war, kann nach erfolgreichen Schutz- und Wiederansiedlungsbemühungen in Åland in großer Zahl angetroffen werden. Von dem Jagdwild abgesehen stehen fast alle Tiere Ålands unter Naturschutz.

## Bevölkerung
Die Bevölkerungszahl von Åland ist seit 1970 langsam, aber stetig gestiegen. Lebten 1970 noch 20.666 Menschen auf den Inseln, waren es Ende 2014 insgesamt 28.916, was einem Wachstum von etwa einem Prozent pro Jahr in diesem Zeitraum entspricht. Das Bevölkerungswachstum kommt vorwiegend von im übrigen Finnland oder im Ausland geborenen Einwohnern. 1970 machten sie noch rund 20 % aus, heute sind es rund 35 %.

### Sprache
Einzige offizielle Sprache Ålands ist gemäß § 36 Abs. 1 und 2 des Selbstverwaltungsgesetzes Schwedisch. Die große Mehrheit der Åländer Bevölkerung, derzeit 88,3 % (Stand Ende 2014), gibt Schwedisch als Muttersprache an. Allerdings sinkt dieser Anteil leicht: 1990 betrug er noch 94,5 %.
Der auf Åland gesprochene schwedische Dialekt, das Åländische (åländska), steht dem in Schweden gesprochenen Reichsschwedischen näher als dem von der schwedischsprachigen Minderheit in Finnland gesprochenen Finnlandschwedischen.
Auch innerhalb des Åländischen gibt es noch einige unterschiedliche Dialekte. So sprechen die Einwohner im Westen der Inselgruppe (in den Gemeinden Eckerö und Hammarland) einen Dialekt, der dem Reichsschwedischen mehr ähnelt als andere åländische Dialekte. In den östlichen Schären ist der Dialekt dem Finnlandschwedischen ähnlicher.
Der åländische Dialekt verfügt über eine Reihe von eigenständigen Wörtern, die es weder auf dem schwedischen Festland noch im Finnlandschwedischen gibt. Als Beispiele seien genannt:
- inga statt inte (nicht)
- blystra statt vissla (pfeifen)
- byka statt tvätta (waschen)

Eine Minderheit von 4,8 % der Einwohner Ålands gibt als Muttersprache Finnisch an. Diese ist schon seit langem die mit Abstand größte Minderheitensprache; sie wies bis ungefähr 2010 mehr Muttersprachler auf als die sonstigen Sprachen zusammen. Mittlerweile machen die Muttersprachler anderer Sprachen zusammengenommen 6,9 % aus. Die derzeit (Stand Ende 2014) meistvertretenen Sprachen in dieser Gruppe sind Lettisch und Rumänisch mit je 1,0 %, gefolgt von Estnisch 0,7 %, Russisch 0,5 % und Thailändisch 0,5 %.

### Religion
Soweit sich die Åländer zu einer Glaubensgemeinschaft bekennen, gehören sie praktisch ausschließlich der Evangelisch-Lutherischen Kirche Finnlands an. Die Åland-Inseln gehören seit 1923 zum Bistum Borgå (auch Bistum Porvoo), das die schwedischsprachigen Regionen Finnlands betreut. Die Propstei Åland des Bistums Borgå besteht aus zehn Gemeinden. Heute (Stand Ende 2014) gehören 78,3 % der Åländer dieser Kirche an. Nur eine Minderheit von 1,2 % gehört einer Freikirche oder einer anderen Glaubensgemeinschaft an (Zeugen Jehovas 0,2 %, Römisch-Katholisch 0,3 %, Griechisch-Orthodox 0,3 %, Sonstige 0,3 %).
Die Zahl der Konfessionslosen ist in den vergangenen Jahren angestiegen, von 4,7 % im Jahr 1990 auf 20,5 % im Jahr 2015.

## Geschichte

### Vorgeschichte

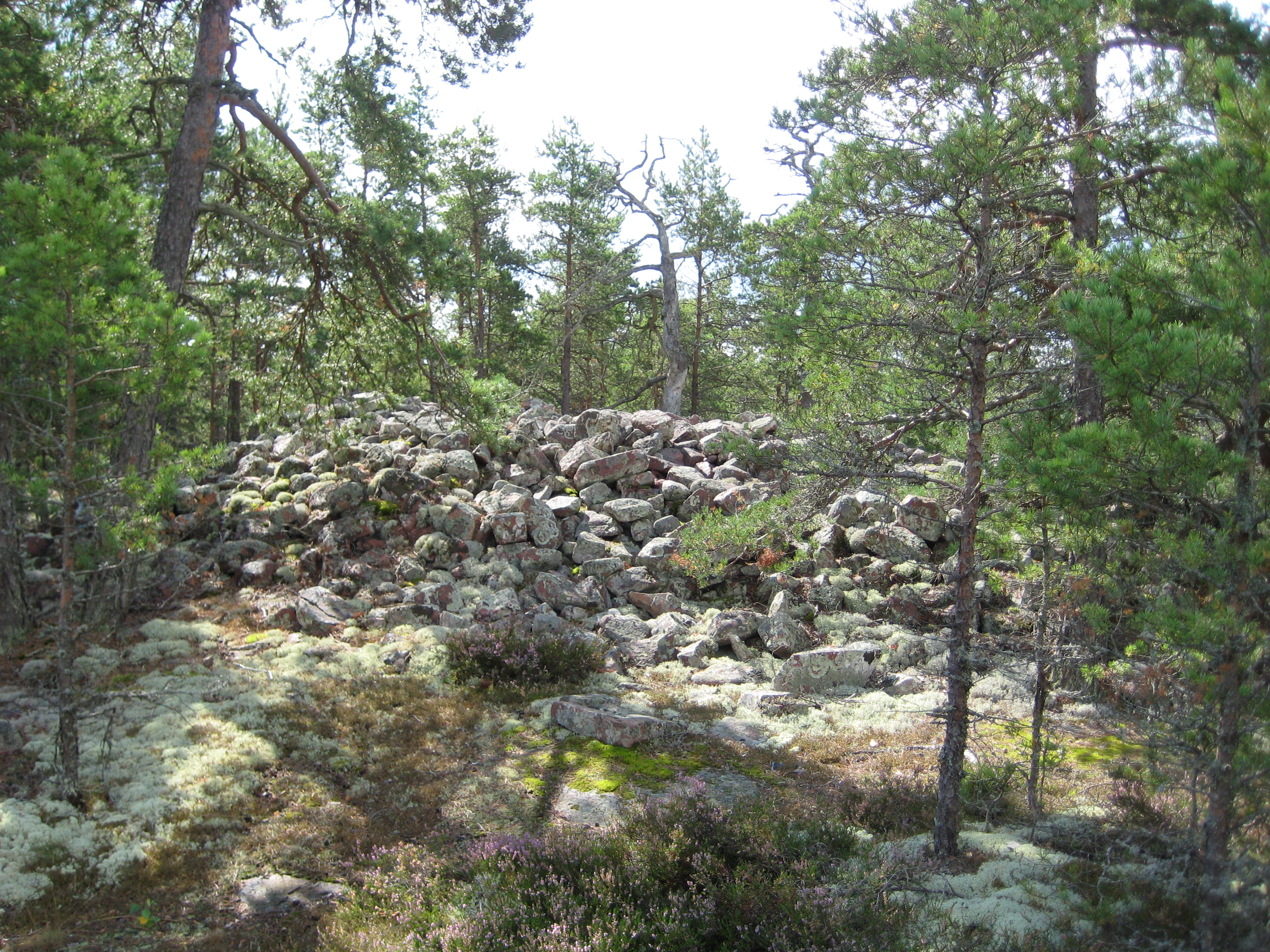
Röse aus der späten Eisenzeit bei Godby, Gemeinde Finström

In der Steinzeit siedelten sich erste Fischer und Seehundjäger auf der entstehenden Inselgruppe an (Jettböle). Die ersten Bronzegegenstände, zunächst Schmuck, bald auch Waffen, erreichten Åland während des 1. Jahrhunderts v. Chr. und markierten den – in diesem Teil Europas späten – Beginn der Bronzezeit. Die Periode dauerte bis in das 4. Jahrhundert.
Für die folgenden etwa 200 Jahre konnten keine Spuren menschlichen Lebens nachgewiesen werden, die Inseln waren anscheinend unbewohnt. Die Gründe für die Entvölkerung sind ungeklärt. Eine neue Welle von Siedlern erreichte die Inseln im 7. Jahrhundert aus dem Westen. Sie stellte die Vorfahren der heutigen Bevölkerung dar. Während der Eisenzeit und zur Zeit der Wikinger waren die Inseln relativ dicht besiedelt. An diese Zeit erinnern zahlreiche Gräberfelder und sechs Wallburgen, von denen die Wallburg Borge die größte ist.

### Schwedische Zeit
Zum Zeitpunkt der schwedischen Reichsgründung im Hochmittelalter zwischen 1000 und 1300 war Åland unter der Herrschaft der Diözese Linköping. Åland wurde Teil des neuentstandenen schwedischen Reiches, lange bevor sich der Einflussbereich des Reiches auf das heutige Finnland ausdehnte. In diese Zeit fällt auch die Christianisierung der Inseln. Die Geschichte Ålands verlief in der Folgezeit synchron mit der Geschichte Schwedens. Aufgrund seiner Lage kam Åland dabei strategische Bedeutung zu. Dies führte bereits zur Errichtung der Burg Kastelholm durch Bo Jonsson Grip († 1386). Die Burg wurde 1388 erstmals urkundlich erwähnt.

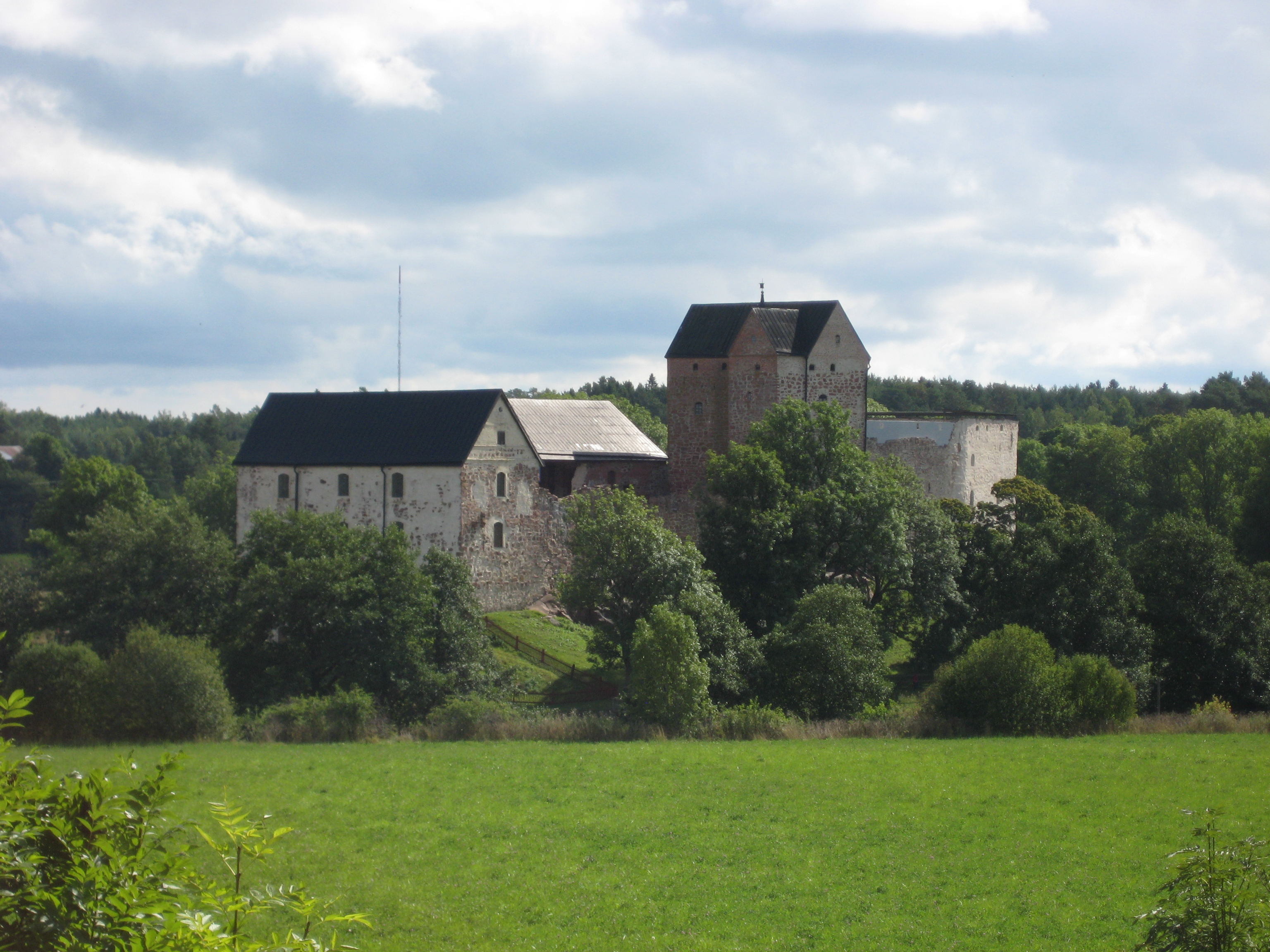
Die Burg Kastelholm auf Åland war im Mittelalter ein bedeutender Machtfaktor im Bottnischen Meerbusen.

In den Wirren der Kalmarer Union wechselte die Burg mehrmals den Besitzer. Sie wurde 1440 von Karl Knutsson erobert, der sich vorübergehend die schwedische Königskrone sichern konnte. Svante Nilsson († 1512) übernahm Kastelholm 1480 für den dänischen König. Nachdem Svante allerdings die Seiten gewechselt hatte, übergab er die Burg 1497 an Sten Sture den Älteren, von dem die Burg wiederum an Gustaf Wasa überging. Nach heftigen Angriffen der Dänen wurde die Inhaberschaft zunächst 1502 durch ein Duell zwischen dem dänischen Feldherrn Lyder Frisman und Wasas Vertreter Henning von Brockenhus zugunsten der Dänen entschieden, welche die Burg jedoch nach zwei Jahren wieder aufgaben.
In den folgenden Jahrhunderten rückte Åland aus dem Fokus des Geschehens. Der Burgbezirk verlor zunehmend an Bedeutung. Die Bewohner Ålands spürten dennoch die Auswirkungen der Kriegsunternehmungen des expandierenden Reiches. Sie hatten hohe Steuern zu leisten und Soldaten, hauptsächlich für die schwedische Flotte, abzustellen. Als Folge des Großen Nordischen Krieges geriet der größte Teil des heutigen Finnlands, insbesondere Åland, 1714 unter russische Besatzung. Die bis 1721 andauernde gewalttätige Herrschaft der russischen Marine führte dazu, dass in diesen Jahren ein Großteil der åländischen Bevölkerung nach Schweden floh. Ein weiterer Krieg führte zur erneuten Besetzung Ålands von 1741 bis 1743. Erneut flohen viele Einwohner, jedoch war diese Besatzungszeit von weniger Übergriffen geprägt.

### Russische Zeit
Der Burgbezirk Åland ging 1809 im Zuge des Friedens von Fredrikshamn zusammen mit Festland-Finnland an das Zarenreich und wurde Teil des autonomen Großfürstentums Finnland. Russland baute auf den Inseln die Befestigungsanlage Bomarsund. Während des Krimkrieges landeten am 8. August 1854 französische Truppen auf Åland. Sie belagerten und bombardierten die Festung acht Tage lang, bevor sich die Besatzung ergab. Vor ihrem Abzug zerstörten die Franzosen die Festung.
Nach dem Krieg wurden die Inseln auf Verlangen von England und Frankreich demilitarisiert. Russland verpflichtete sich im Pariser Friedensvertrag von 1856, Åland nicht zu befestigen. Während des Ersten Weltkrieges brachte Russland mit Einverständnis der Verbündeten England und Frankreich erneut Truppen nach Åland und begann wieder mit der Befestigung der Inseln. Rechtsgerichtete Kreise in Schweden nahmen dies zum Anlass, den Kriegsbeitritt auf deutscher Seite zu fordern und Åland dem schwedischen Königreich anzuschließen.

### Finnland oder Schweden?
Die russische Februarrevolution im Jahr 1917 führte in Finnland zu turbulenten politischen und gesellschaftlichen Entwicklungen, die am 6. Dezember des Jahres in die Unabhängigkeitserklärung des finnischen Parlaments mündeten. Gleichzeitig schwand die Disziplin der in Finnland stationierten russischen Streitkräfte. In Åland kam es 1917 vermehrt zu gewaltsamen Übergriffen gegen die Bevölkerung. In der Folge wurde auch in Åland offen über einen Anschluss an Schweden nachgedacht. Im Winter 1917/18 sammelten Aktivisten in der rund 21.000 Einwohner zählenden Inselgruppe über 7000 Unterschriften unter eine Adresse, die den Anschluss an Schweden forderte.
Der Ausbruch des finnischen Bürgerkrieges Ende Januar 1918 leitete für Åland eine Phase turbulenter Ereignisse ein. Das weiße Schutzkorps aus Uusikaupunki, das zu Anfang des Krieges im Hinterland des Roten Finnland operierte, zog sich am 7. Februar nach Åland zurück und übernahm, während sich die russischen Truppen neutral verhielten, die Kontrolle über die Inseln. Am 20. Februar trafen schwedische Kriegsschiffe ein und erklärten, von der schwedischen Regierung zum Schutz der Åländer Zivilbevölkerung gesandt worden zu sein. Die russischen Truppen verließen die Inseln ebenso wie das finnische Schutzkorps. Zur Entwaffnung des Letzteren hatte der finnische Botschafter in Stockholm scheinbar sein Einverständnis gegeben. Tatsächlich war ein entgegengesetztes Telegramm an den Botschafter vom Oberbefehlshaber der weißen Armee in Finnland, Carl Gustaf Emil Mannerheim, durch den schwedischen Seeminister Erik Palmstierna abgefangen worden.
Die schwedische Präsenz in Åland blieb kurz. Das bürgerliche Finnland hatte sich inzwischen an das Deutsche Reich gewandt, um Hilfe im Bürgerkrieg zu erhalten. Mit Einverständnis von Edvard Hjelt als Vertreter der weißen Regierung in Berlin landeten deutsche Truppen am 5. März 1918 in Åland und besetzten die Inseln schnell (siehe: Finnland-Intervention), während sich die Schweden umgehend zurückzogen.
Die deutschen Truppen verschwanden nach der Vereinbarung des Waffenstillstandes im November 1918. Åland blieb zunächst militärisch unbesetzt. Als Teil des alten finnischen Großfürstentums gehörte Åland formell zu Finnland. Der Anschluss an Schweden wurde jedoch weiterbetrieben. Führer der separatistischen Bewegung in Åland war der Zeitungsjournalist Julius Sundblom. In Schweden fand die Übernahme Ålands prominente Unterstützung in König Gustav V. und der Regierung unter Ministerpräsident Hjalmar Branting. Die schwedische Seite berief sich in erster Linie auf das Selbstbestimmungsrecht der Åländer, ein Prinzip, auf das sich immerhin die Finnen selbst bei ihren gleichzeitigen Ostkriegszügen nach Karelien beriefen.
1919 versuchte Schweden zweimal vergeblich, die Ålandfrage auf die Tagesordnung der Friedenskonferenz von Versailles zu bringen. Finnland verabschiedete seinerseits im Frühjahr 1920 ein Gesetz, das Åland eine weitgehende Selbstverwaltung zugestand, sandte aber auch Streitkräfte auf die Inseln. Nachdem Finnland im Dezember 1920 in den Völkerbund aufgenommen worden war, wurde diesem die Ålandfrage schließlich auf britische Initiative zur Entscheidung vorgelegt. Nach dessen am 24. Juni 1921 ergangener Entscheidung sollten die Inseln im Staatsverbund Finnlands verbleiben. Jedoch seien zur Sicherung der Nationalität, der Sprache und der Kultur der schwedischsprachigen Bevölkerung der Inseln verschiedene Garantien zu geben. Ferner sollte der demilitarisierte Status der Inseln wiederhergestellt werden.
Finnland akzeptierte die Bedingungen und setzte sie als Ergänzungen zu der bereits 1920 gewährten Selbstverwaltung in Kraft. Am 20. Oktober 1921 wurde in Genf ein Abkommen über die Demilitarisierung und Neutralität Ålands geschlossen, das mit Ausnahme der Sowjetunion alle Anrainerstaaten der Ostsee unterzeichneten. Die Befestigungen auf der Insel waren schon 1919 abgebaut worden.

### Autonome Region Finnlands

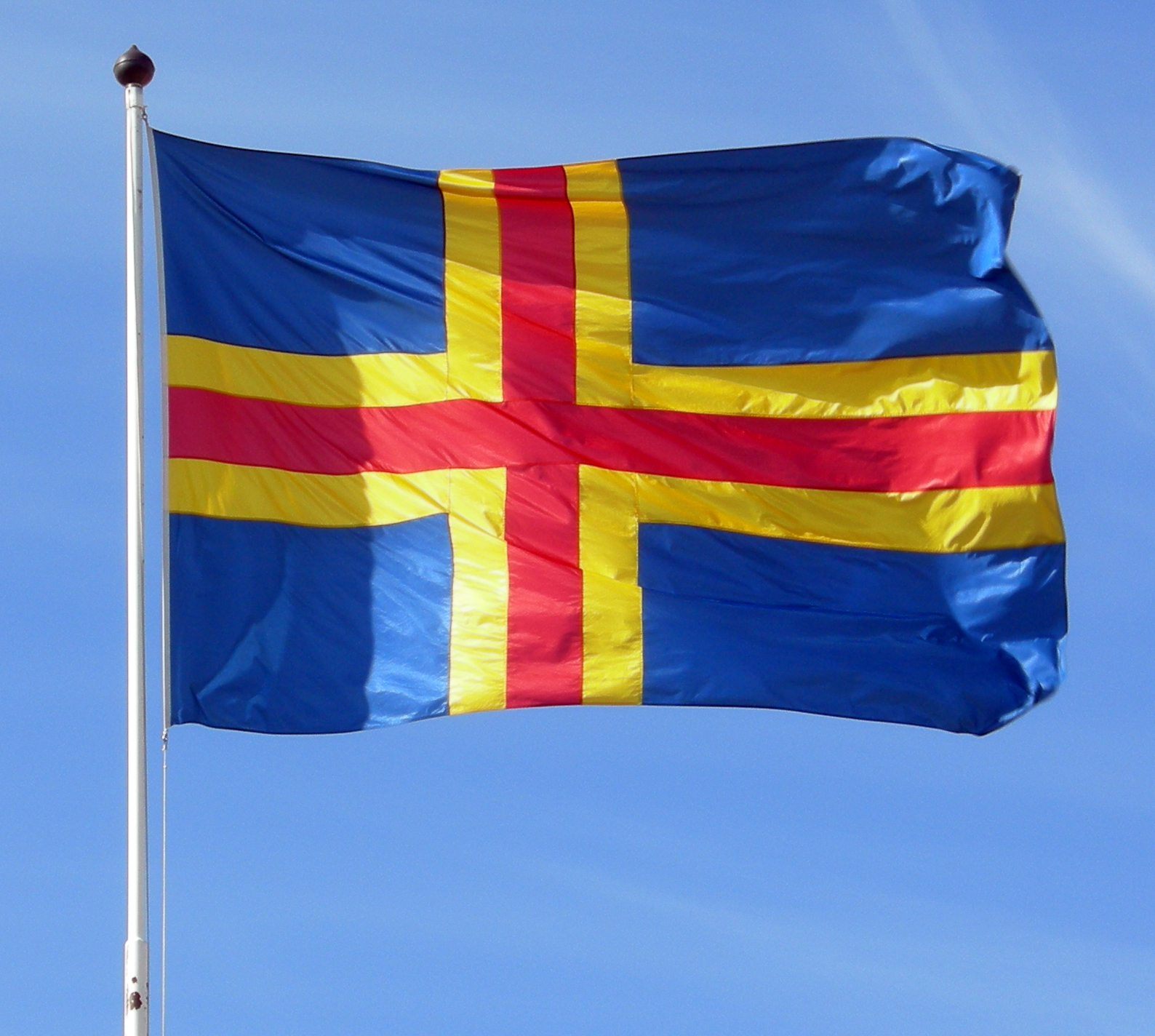
Flagge Ålands

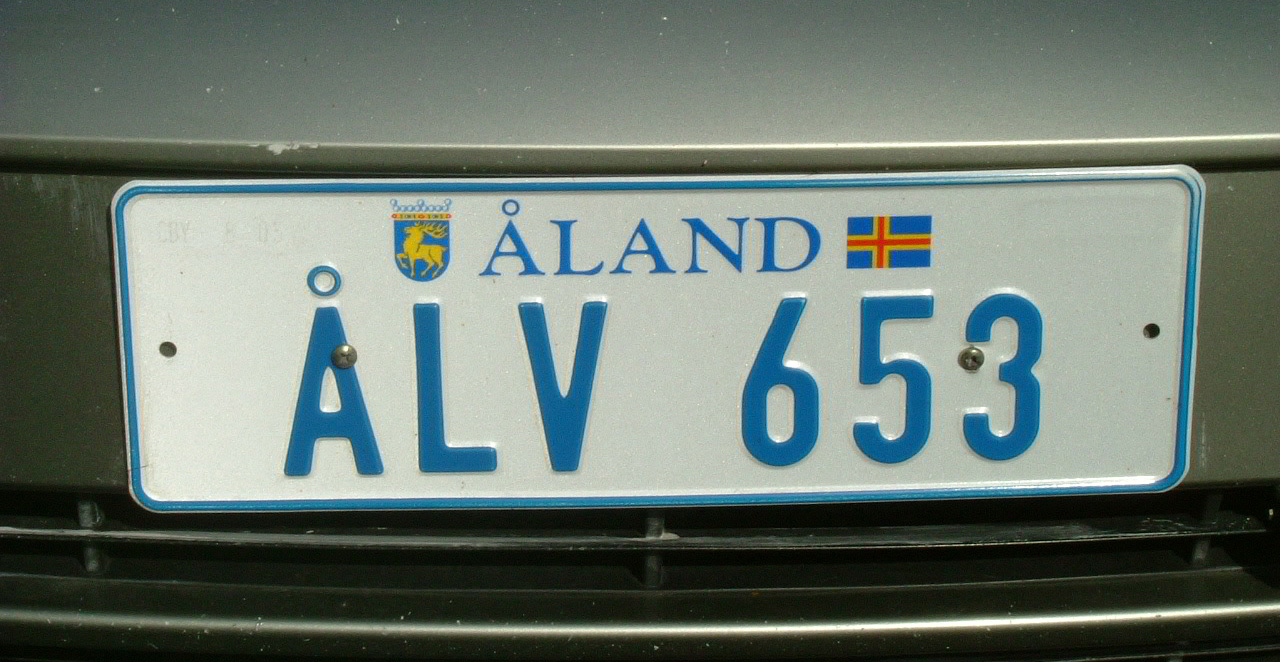
Autonummernschild von Åland (2006)

1922 fanden in Åland die ersten Wahlen statt, und am 9. Juni 1922 trat das åländische Parlament, das damals noch Landsting (heute Lagting) hieß, zu seiner ersten Plenarsitzung zusammen. Der 9. Juni ist seither åländischer Nationalfeiertag.
Vom 23. bis 26. September 1941 kreuzte die sogenannte Baltenflotte der Deutschen Kriegsmarine unter dem Befehl von Vizeadmiral Otto Ciliax auf dem Schlachtschiff Tirpitz in der Ålandssee, um einen Ausbruch der sowjetischen Rotbannerflotte aus dem belagerten Leningrad zu verhindern.
Am Ende des Zweiten Weltkrieges (1944) plante die deutsche Kriegsmarine ein Landungsunternehmen zur Besetzung der Inseln im Kampf gegen die Sowjetunion (Unternehmen Tanne West). Es wurde jedoch nicht durchgeführt, nachdem die Landung auf der Ostseeinsel Hochland gescheitert war (Unternehmen Tanne Ost).
Am 3. April 1954 erhielt Åland seine eigene Flagge, die auf die historischen Beziehungen zu Schweden Bezug nimmt: ein rotes Kreuz auf gelbem Kreuz mit blauem Hintergrund. Der blaue Hintergrund mit gelbem Kreuz stellt die schwedische Flagge dar, das rote Kreuz auf dem gelben Kreuz stellt die alten schwedischen Farben für Finnland dar (Farben des finnischen Wappenlöwen). Åland hat seit 1984 eigene Briefmarken und seit 1993 das eigene Postunternehmen Åland Post.
Die Mehrzahl der Einwohner Ålands verhält sich gegenüber dem finnischen Hauptland weiterhin distanziert, jedoch ist man mit dem geltenden Autonomiestatus in der Regel zufrieden. Die Idee eines unabhängigen Ålands ist noch nie ein großes Thema gewesen, wenn auch dieser Gedanke langsam mehr Anhänger gewinnt. Die Wiedervereinigung mit Schweden ist ebenfalls kein Thema mehr, obwohl sich Åland hauptsächlich an Schweden orientiert.

## Politik

### Selbstverwaltung
Åland ist eine von 19 Landschaften (maakunta/landskap) Finnlands, nimmt aber durch seinen Autonomiestatus eine Sonderrolle ein. Das Selbstverwaltungsrecht Ålands ist in § 120 der Verfassung Finnlands verbürgt. Die Einzelheiten sind in einem eigenen Selbstverwaltungsgesetz geregelt, das heute in der Fassung vom 16. August 1991 in Kraft ist und im Rang der Verfassung gleichsteht. Åland verfügt für die Beschlussfassung in Selbstverwaltungsangelegenheiten über ein eigenes Parlament, das Lagting ‚Landtag‘, sowie eine eigene Landschaftsregierung. Der Landtag wird alle vier Jahre in allgemeinen Wahlen gewählt. Die Åländische Landschaftsregierung (Ålands landskapsregering) wird vom Landtag ernannt.

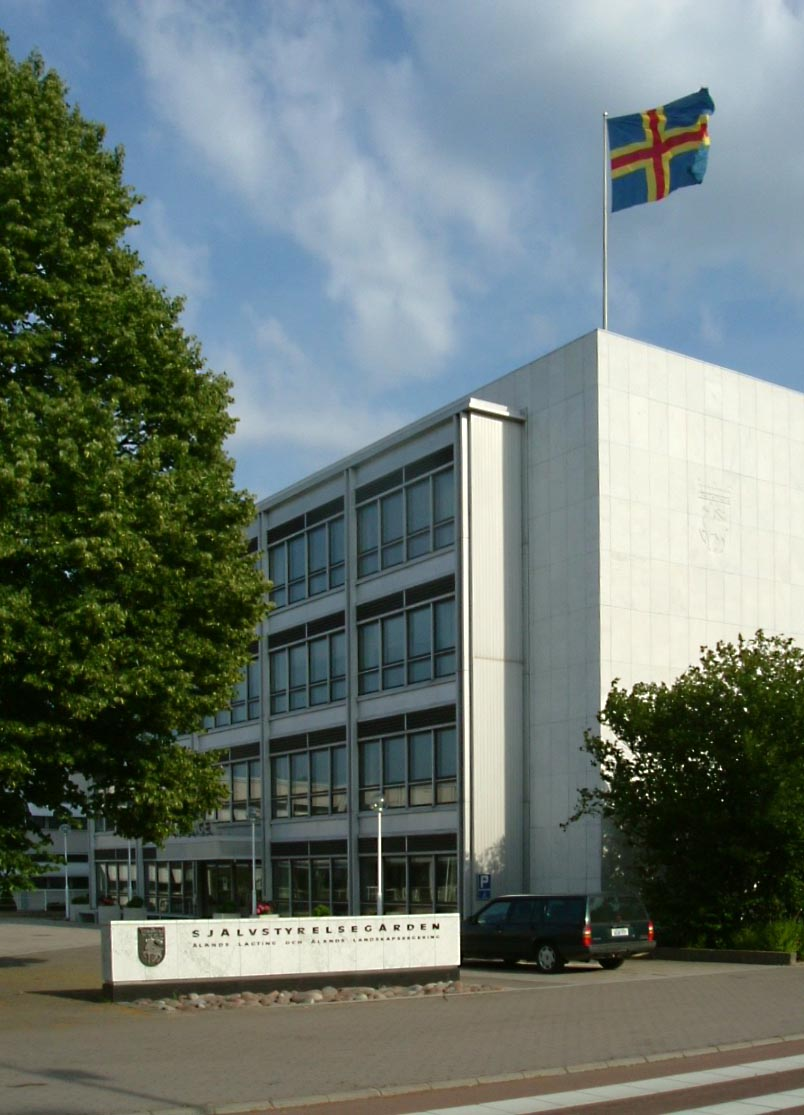
Wichtigstes Organ der åländischen Selbstverwaltung ist das Lagting (Landtag), das in diesem Gebäude in Mariehamn tagt.

Der Landtag besitzt Gesetzgebungskompetenz für die Angelegenheiten, die der Selbstverwaltung unterfallen. Zu diesen Angelegenheiten gehören praktisch alle Regelungen der inneren Verwaltung, des örtlichen Wirtschaftslebens, der Sozialfürsorge sowie der inneren Ordnung. Beim finnischen Staat verbleiben die Kompetenzen in der Außenpolitik, der größte Teil des Zivil- und Strafrechts, die Organisation der Gerichte sowie Zoll- und Steuerangelegenheiten.
Die in Åland tätigen politischen Parteien sind organisatorisch völlig unabhängig von den im übrigen Finnland tätigen Gruppierungen. Wahlergebnisse der letzten fünf Wahlen:
| Partei | Partei                                                                        | Politische Ausrichtung                  | 2023    | 2023    | 2019    | 2019    | 2015   | 2015    | 2011   | 2011    | 2007   | 2007    |
| Partei | Partei                                                                        | Politische Ausrichtung                  | Anteil  | Mandate | Anteil  | Mandate | Anteil | Mandate | Anteil | Mandate | Anteil | Mandate |
| ------ | ----------------------------------------------------------------------------- | --------------------------------------- | ------- | ------- | ------- | ------- | ------ | ------- | ------ | ------- | ------ | ------- |
|        | Liberale auf Åland (Liberalerna på Åland)                                     | liberal                                 | 29,93 % | 9       | 19,64 % | 6       | 23,3 % | 7       | 20,3 % | 6       | 31,6 % | 10      |
|        | Åländisches Zentrum (Åländsk Center)                                          | sozialliberal                           | 21,24 % | 7       | 27,94 % | 9       | 21,6 % | 7       | 23,6 % | 7       | 23,5 % | 08      |
|        | Ungebundene Sammlung (Obunden Samling)                                        | konservativ, souveränistisch            | 15,31 % | 5       | 13,57 % | 4       | 09,6 % | 3       | 12,6 % | 4       | 11,9 % | 04      |
|        | Ålands Sozialdemokraten (Ålands Socialdemokrater)                             | sozialdemokratisch                      | 12,82 % | 4       | 09,10 % | 3       | 15,8 % | 5       | 18,5 % | 6       | 11,5 % | 03      |
|        | Moderate Sammlung für Åland (Moderat Samling för Åland) 1                     | liberal, konservativ                    | 12,54 % | 4       | 13,82 % | 4       | 17,9 % | 5       | 13,9 % | 4       | 09,5 % | 03      |
|        | Nachhaltige Initiative (Hållbart initiativ)                                   | Grüne Politik                           | 05,13 % | 1       | 08,33 % | 2       | 00,8 % | 0       | –      | –       | –      | 0–      |
|        | Ålands Zukunft (Ålands Framtid)                                               | sezessionistisch                        | 02,87 % | 0       | 04,64 % | 1       | 07,4 % | 2       | 09,9 % | 3       | 08,1 % | 02      |
|        | Jannik Svensson                                                               |                                         | 00,16 % | 0       | –       | –       | –      | –       | –      | –       | –      | –       |
|        | Åländische Demokratie (Åländsk Demokrati)                                     | nationalkonservativ, rechtspopulistisch | –       | –       | 02,95 % | 1       | 03,6 % | 1       | –      | –       | –      | 0–      |
|        | Wahlvereinigung für Henrik Appelqvist (Valmansförening för Henrik Appelqvist) |                                         | –       | –       | –       | –       | –      | –       | 01,1 % | 0       | –      | 0–      |
|        | Gruppe für nachhaltige Entwicklung (Gruppen för hållbar utveckling, Abk. HUT) | Nachhaltige Entwicklung                 | –       | –       | –       | –       | –      | –       | –      | –       | 01,2 % | 0       |

Åland ist Mitglied des Nordischen Rats. Am 5. September 2007 wurde dort das Ålandsdokument beschlossen, das den Autonomiegebieten Åland, den Färöern und Grönland die gleichwertige Mitgliedschaft im Nordischen Rat ermöglichen soll.

### Verhältnis zu Finnland
Åland nimmt wie alle anderen Teile Finnlands an den in Finnland abgehaltenen allgemeinen Wahlen, insbesondere den Wahlen zum finnischen Parlament und zum Europäischen Parlament sowie der Direktwahl des Präsidenten teil. Bei den Wahlen zum finnischen Parlament bildet Åland einen eigenen Wahlkreis. Der autonomen Inselgruppe steht nach § 25 der finnischen Verfassung unabhängig von der Bevölkerungszahl einer der 200 Sitze im Parlament zu. Unabhängig von der Parteizugehörigkeit schließt sich der Vertreter Ålands im Parlament Finnlands regelmäßig der Fraktion der Schwedischen Volkspartei an. Seit der Wahl von 2015 wird der Sitz Ålands von Mats Löfström vom Åländischen Zentrum eingenommen.
Die Bewohner Ålands sind Staatsangehörige Finnlands. Aufgrund des Selbstverwaltungsgesetzes gibt es aber parallel dazu ein sog. Heimatrecht (Hembygdsrätt), das in seinen Funktionen einer åländischen Staatsangehörigkeit ähnelt. An den Wahlen zum Landtag dürfen aktiv wie passiv nur Personen mit åländischem Heimatrecht teilnehmen. Auch der Erwerb von Grundeigentum auf den Inseln sowie die Aufnahme einer unternehmerischen Tätigkeit setzen in der Regel das Heimatrecht voraus. Das åländische Heimatrecht kann nur von finnischen Staatsangehörigen erworben werden, die mindestens fünf Jahre ununterbrochen in Åland gewohnt haben und der schwedischen Sprache mächtig sind.
Verbindungsorgan zwischen der nationalen Regierung und der autonomen Region ist die Ålandabordnung (Ålandsdelegation). Dieser sitzt der Landeshauptmann (landshövding) vor, der vom finnischen Präsidenten im Einvernehmen mit dem Landtag ernannt wird. Die finnische Regierung sowie der åländische Landtag entsenden jeweils zwei weitere Mitglieder.

## Verwaltungsgliederung
Åland besteht aus 16 Gemeinden. Hauptort und einzige Stadt Ålands ist Mariehamn. Die Schärengemeinde Sottunga ist mit 111 Einwohnern die kleinste Gemeinde Finnlands.
| 1. Brändö (450 Einwohner am 31. Dezember 2022) 2. Eckerö (939) 3. Finström (2.588) 4. Föglö (504) 5. Geta (507) 6. Hammarland (1.628) 7. Jomala (5.610) 8. Kökar (223) 9. Kumlinge (306) 10. Lemland (2.131) 11. Lumparland (360) 12. Mariehamn (11.757) 13. Saltvik (1.793) 14. Sottunga (111) 15. Sund (1.001) 16. Vårdö (451) | Die Städte und Gemeinden Ålands |

Die Gemeinden Ålands gruppieren sich in drei Verwaltungsgemeinschaften (ekonomisk region). Die Gemeinden auf der Hauptinsel außer Mariehamn gehören der Gemeinschaft Åländer Land (Ålands landsbygd), die Gemeinden auf den Nebeninseln der Gemeinschaft Åländer Schären (Ålands skärgård) an. Mariehamn bildet eine eigene Verwaltungsgemeinschaft.

## Wirtschaft

### Allgemeines
Åland gehört mit Finnland zur Europäischen Union. Aufgrund des Protokolls Nr. 2 des Vertrages zum Beitritt Finnlands zur Europäischen Gemeinschaft ist Åland allerdings von der Anwendung der gemeinschaftlichen Vorschriften zur Angleichung der Umsatz- und Verbrauchsteuern ausgenommen. Als Konsequenz besteht zwischen Åland und dem Rest der Europäischen Union, auch zum finnischen Festland, eine Steuergrenze. Warentransporte von und nach Åland müssen daher eine Zollabfertigung durchlaufen. Wegen der Steuergrenze ist auf Reisen von Finnland oder Schweden nach Åland aber auch weiterhin steuerfreier Einkauf möglich. Die offizielle Währung ist wie im restlichen Finnland der Euro, jedoch kann auf Åland oft auch mit der Schwedischen Krone bezahlt werden.

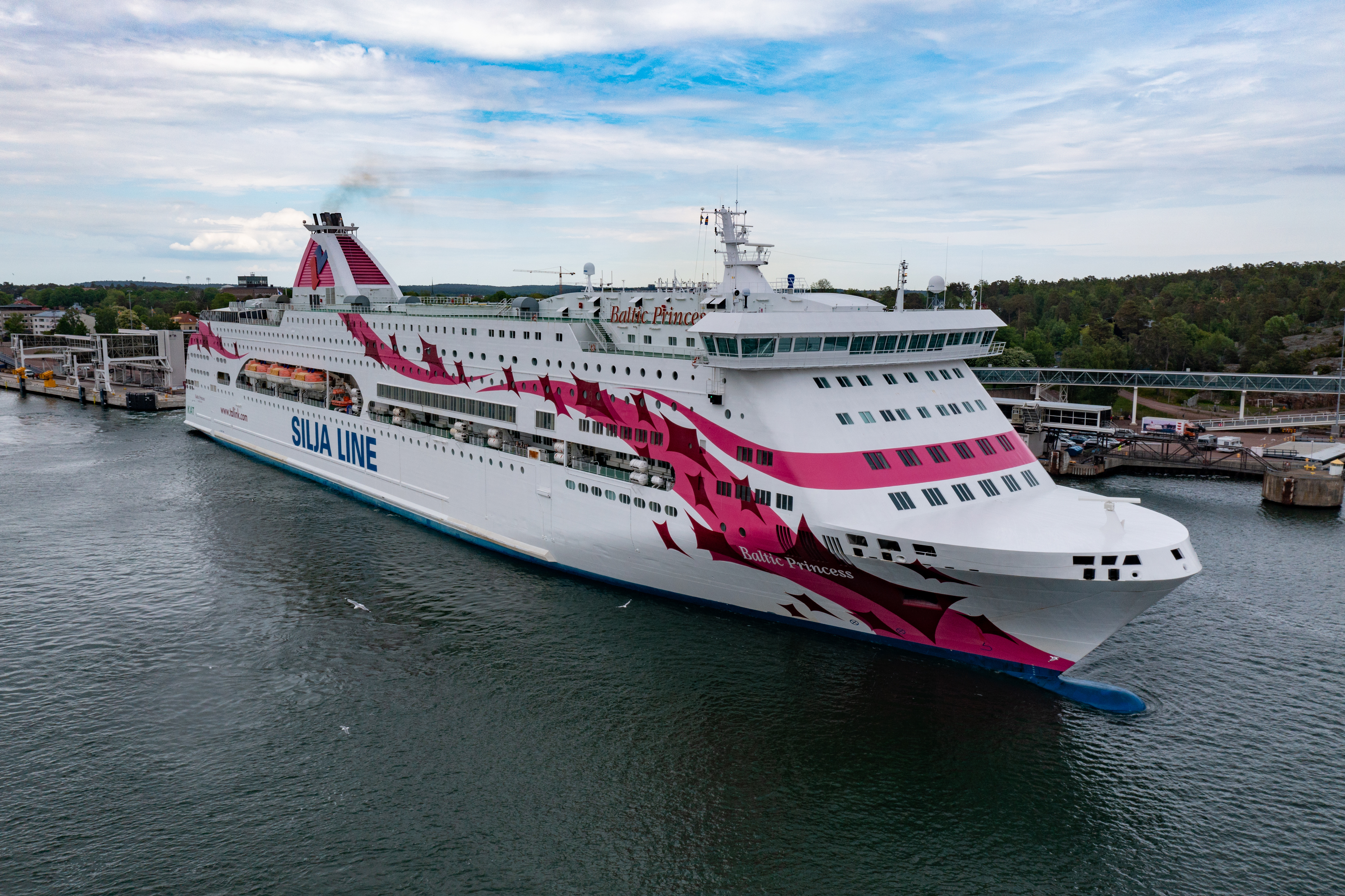
Die großen Fähren, die zwischen Stockholm und Turku, Helsinki oder Tallinn verkehren, legen in Mariehamn an, um steuerfreien Verkauf an Bord zu ermöglichen. Hier die Silja-Fähre Baltic Princess.

Die Wirtschaft Ålands ist durch eine hohe Quote von kleinen und mittleren Unternehmen geprägt. Es sind etwa 2600 Unternehmen tätig. Von diesen gehören etwa 700 zum traditionellen Landwirtschaftssektor. In etwa 90 Prozent der Unternehmen sind weniger als zehn Arbeitnehmer beschäftigt. Die Arbeitslosenquote ist seit Jahren sehr niedrig und in den Sommermonaten oft die niedrigste in Europa. Sie lag Ende September 2007 bei 2,0 Prozent. Wegen der großen Bedeutung des Tourismus wird der Arbeitsmarkt teilweise durch sommerliche Saisonarbeitsplätze geprägt, wodurch die Arbeitslosigkeit in dieser Zeit regelmäßig am niedrigsten liegt.

### Verkehr und Tourismus

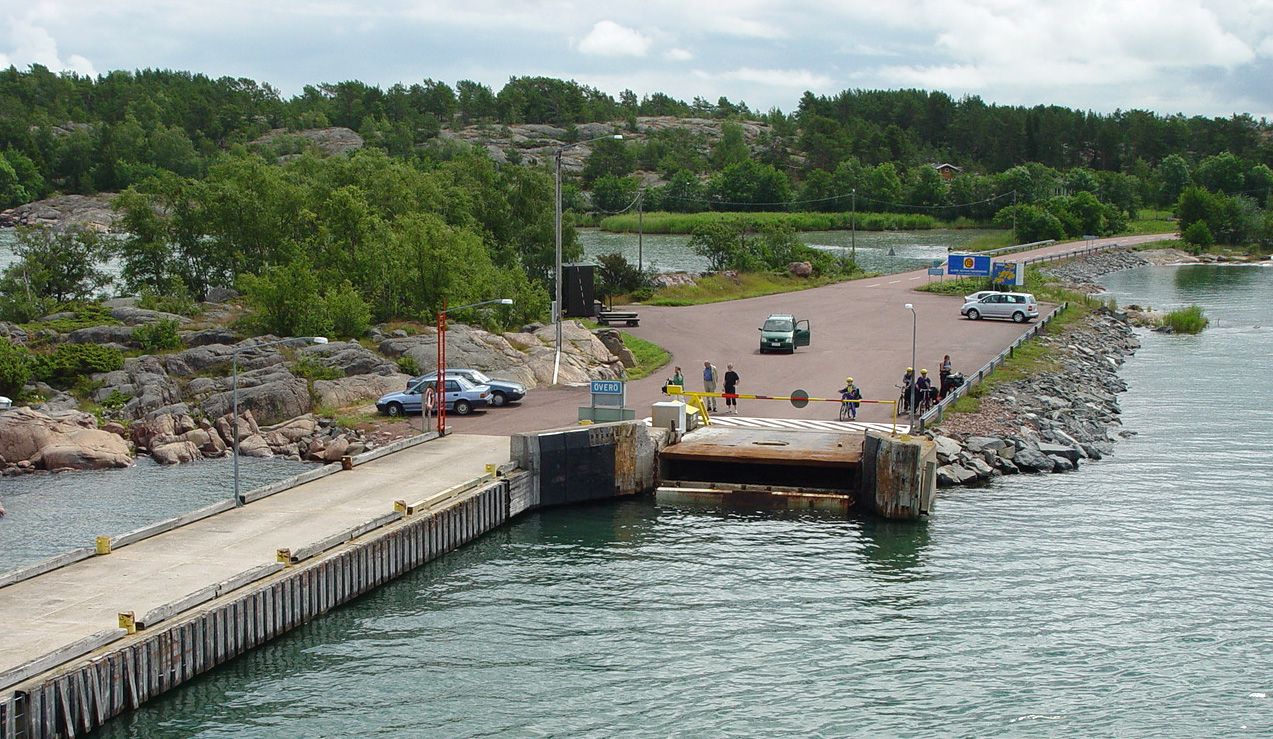
Kleine Fähren verkehren im örtlichen Verkehr zwischen den Inseln, hier eine Anlegestelle in Överö (Föglö).

Neben dem traditionellen Hauptgewerbe der Landwirtschaft ist der Fremdenverkehr, insbesondere der Fährverkehr, in Åland zum bedeutendsten Wirtschaftszweig aufgestiegen. Begünstigt durch die Möglichkeit des steuerfreien Einkaufs produziert die Schifffahrt inzwischen 40 Prozent des åländischen Bruttosozialprodukts. In diesem Bereich werden mehr Arbeitnehmer benötigt, als auf dem åländischen Arbeitsmarkt verfügbar sind. Auf den åländischen Schiffen sind daher auch viele Arbeitnehmer aus Finnland und Schweden tätig.
2004 wurde Åland von 224.800 Gästen besucht. Die meisten Gäste kamen mit 111.400 aus Schweden, die zweitgrößte Gruppe stellte Finnland mit 92.500 Besuchern und an dritter Stelle steht Deutschland mit 6700 Gästen.

#### Fährverkehr
Von Helsinki, Turku, Stockholm oder Tallinn aus fahren die großen Fähren der Reedereien Viking Line, Rederiaktiebolaget Eckerö und Tallink mit der Silja Line. Fährverbindungen bestehen auch zu den schwedischen Orten Kapellskär und Grisslehamn. Von der finnischen Seite kommt man auch mit den Schärenfähren von Osnäs, Kustavi und Galtby, Korpo nach Åland, die von Ålandstrafiken betrieben werden.
Ålandstrafiken verkehrt mit ihren Schiffen auch zwischen den Inseln Ålands.

#### Luftverkehr
Der Flughafen Mariehamn befindet sich drei Kilometer nordwestlich von Mariehamn. Der Flugplatz Kumlinge mit einem Hubschrauberlandeplatz befindet sich in der Verwaltungsgemeinschaft Åländer Schären.
2005 wurde unter Federführung der Landschaftsregierung Åland mit breiter Unterstützung der åländischen Wirtschaft eine eigene Fluggesellschaft, Air Åland, gegründet. 2012 wurde der Flugbetrieb wieder eingestellt und von der Fluggesellschaft Nextjet übernommen. Am 16. Mai 2018 erklärte NextJet die Insolvenz und stellte den Flugbetrieb ein. Aus Teilen von Nextjet wurde die schwedische Air Leap, die im Juni 2018 den Flugbetrieb am Flughafen Mariehamn wieder aufnahm. Es gibt vom Flughafen Mariehamn regelmäßige Verbindungen nach Helsinki-Vantaa, Stockholm und nach Turku.

#### Straßenverkehr
Die Inseln verfügen über ein dichtes Straßennetz mit einer Gesamtlänge von 912,7 km, wovon 646,8 km asphaltiert sind. 2016 lag der Motorisierungsgrad in Åland bei 799 (Personenkraftwagen pro 1000 Einwohner). Die Buslinien auf Åland werden von Ålandstrafiken betrieben.

### Land- und Forstwirtschaft
Die traditionellen landwirtschaftlichen Gewerbe sind in neuerer Zeit in ihrer Bedeutung hinter den Dienstleistungssektor zurückgetreten, nehmen aber unverändert eine wichtige Rolle im åländischen Wirtschaftsleben ein. 2004 waren 5,3 % der Arbeitnehmer in der Land- oder Forstwirtschaft beschäftigt. Auch die Industrie Ålands, in der 9,8 % der Arbeitnehmer tätig sind, steht mehrheitlich mit der Veredelung von landwirtschaftlichen Erzeugnissen und Fischereiprodukten in Verbindung. Von der Landfläche Ålands sind 9 % Ackerland, 4 % Weideland und 58 % Wald.
Die Hauptprodukte der Landwirtschaft Ålands sind Zuckerrüben (44.514 Tonnen im Jahr 2004), Kartoffeln (15.969 Tonnen), Zwiebeln (5669 Tonnen), Gerste und Hafer (5597 Tonnen) sowie Weizen (4836 Tonnen). In der Viehwirtschaft überwiegt die Milchproduktion (14.433 Tonnen). Die åländischen Fischer fuhren 2004 einen Fang von insgesamt 3300 Tonnen ein, überwiegend Heringe (2541 Tonnen). Die 36 Fischzuchten in der Region erzeugten im gleichen Jahr einen Ertrag von 3210 Tonnen.

## Kultur

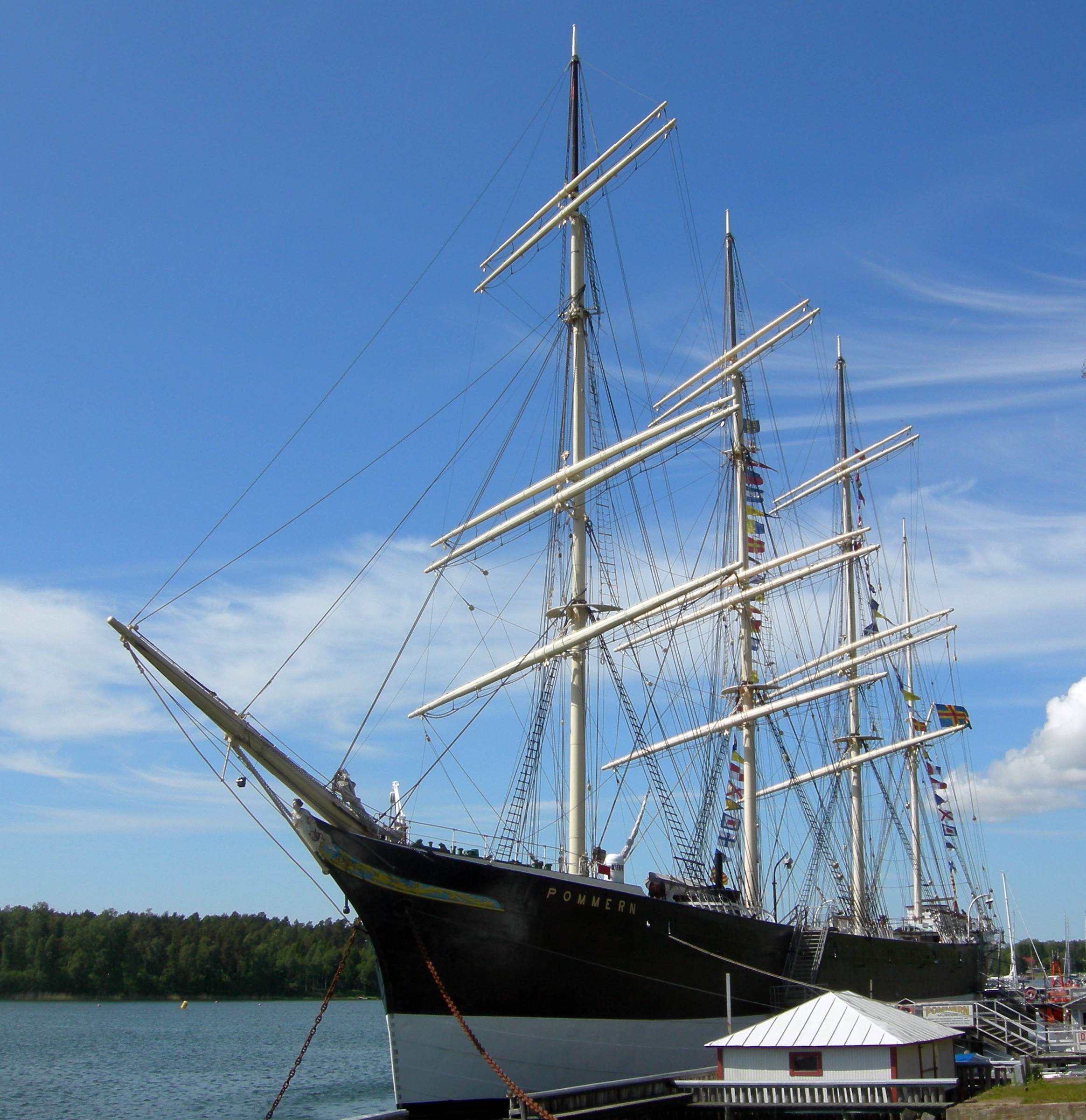
Segelschiff Pommern in Mariehamn, heute Museumsschiff

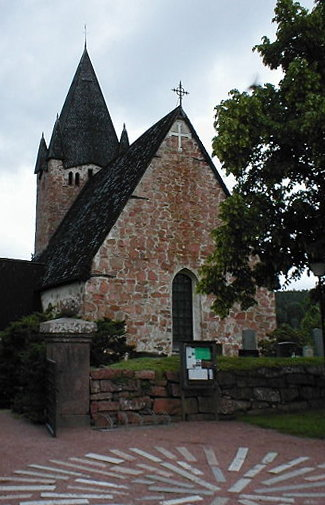
Die Kirche von Finström ist eine der besterhaltenen mittelalterlichen Kirchen Ålands.

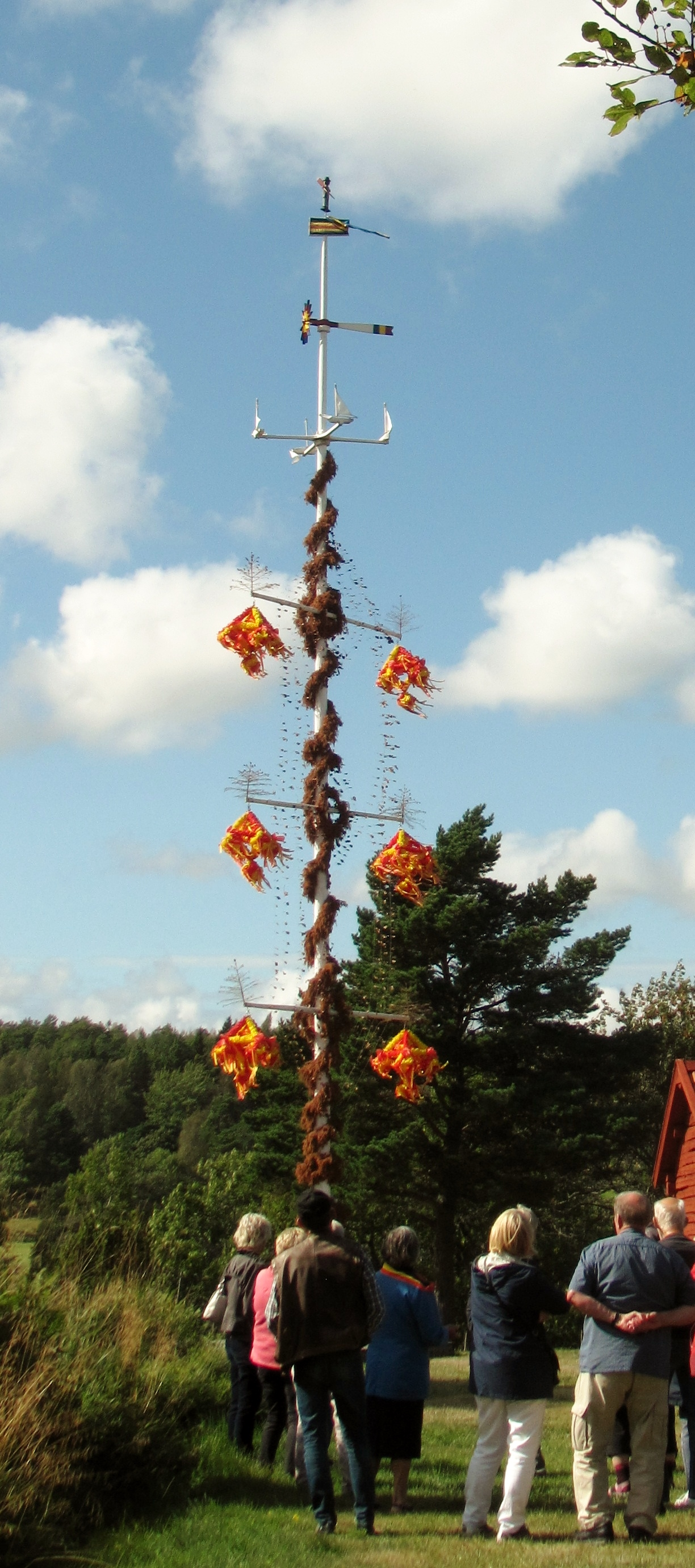
Midsommarstång am Schloss Kastelholm in Sund

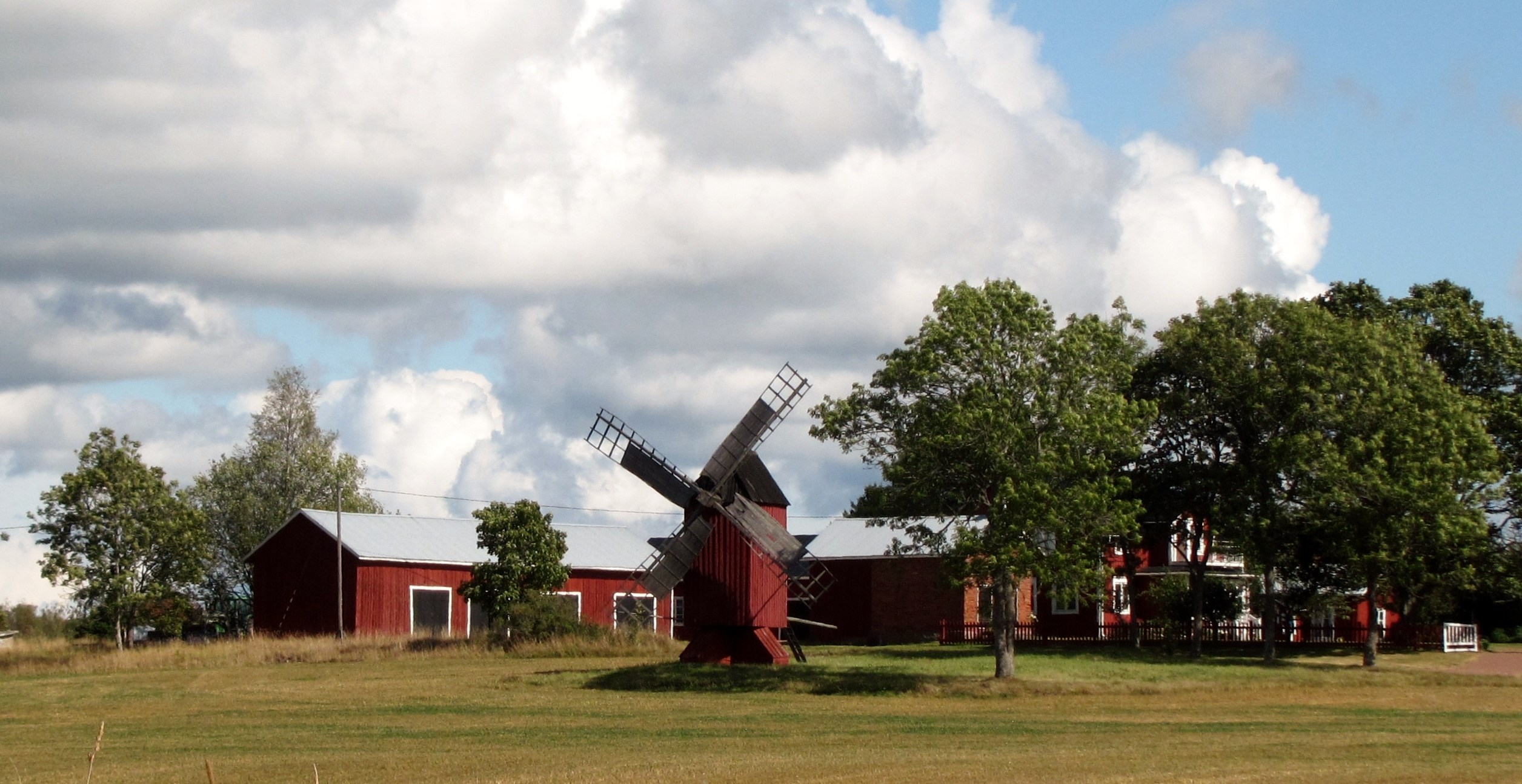
Windmühle in Björsby, Gemeinde Jomala

Das Kulturleben Ålands wird in erster Linie von privaten Vereinen getragen. Fünfzig dieser Vereine werden aus den Erträgen der staatlichen (åländischen) Glücksspielgesellschaft unterstützt.
Typisch für Åland ist der Midsommarstång – ein hoher Mast, der im Sommer in jedem Dorf aufgestellt wird, einem Maibaum ähnelt und mit Bändern in den Farben der åländischen Flagge geschmückt ist. Der Ursprung dieses Brauchs, der 1795 erstmals schriftlich erwähnt wurde, ist unbekannt, gibt es in ähnlicher Weise aber auch in Schweden.
Zahlreich vertreten sind ebenfalls kleine Windmühlen, von denen noch rund 100 bis heute erhalten sind – ursprünglich verfügte jeder Bauernhof über eine eigene Windmühle.
Weiteren Rückhalt erhält das kulturelle Leben in Åland durch die Tätigkeit des Nordischen Åland-Instituts (Nordens Institut på Åland), einer vom Nordischen Ministerrat getragenen Institution zur Förderung der åländischen Kultur. Das Institut hat unter anderem zahlreiche umfangreiche Theaterproduktionen ermöglicht, in denen sowohl Profischauspieler als auch Laien mitgewirkt haben. Die bäuerliche Kultur der Inseln wird im Freilichtmuseum Jan Karlsgarden dargestellt.
Eine wichtige Rolle in der Kultur Ålands nimmt das Åländische Musikinstitut ein, das rund 300 Schüler beherbergt. Auch außerhalb des Instituts sind in Åland viele Chöre und Musikgruppen tätig.

### Architektur
Die Architektur Ålands weist kaum nennenswerte Eigenheiten gegenüber der finnischen und schwedischen Architektur auf. Kulturgeschichtlich bedeutsam ist aber die für finnische Verhältnisse hohe Dichte alter Bausubstanz. Aus der Eisenzeit sind sechs Wallburgen erhalten, von denen die Wallburg Borge in Finström die größte ist. Da die Inselgruppe bereits früh unter dem Einfluss des Schwedischen Reiches stand, ist auf Åland eine größere Zahl mittelalterlicher Gebäude erhalten. Hierzu gehören neben der aus dem 14. Jahrhundert stammenden Burg Kastelholm, einer von nur sieben Burgen im Gebiet des heutigen Finnlands, die 13 Feldsteinkirchen des Archipels. Der mittelalterliche Kirchenbau setzte auf Åland früher ein als auf dem finnischen Festland. So ist die zwischen 1275 und 1285 errichtete Kirche von Jomala wahrscheinlich das älteste erhaltene Gebäude Finnlands. Ein ähnlich hohes Alter erreichen die Kirchen von Lemland, Sund, Hammarland, Saltvik und Eckerö. Während die restlichen mittelalterlichen Steinkirchen Finnlands der Gotik zuzurechnen sind, zeigen die ältesten åländischen Kirchen noch romanische Einflüsse. Anders als auf dem finnischen Festland verfügen die Kirchen auf Åland meist nach dem Vorbild der Landkirchen Gotlands über einen Kirchturm. Das Innere der Kirchen ist mit Seccomalereien von teils hohem künstlerischem Wert ausgeschmückt.

### Bildungswesen
Åland hat ein gut ausgebautes Bildungsnetz. Jede der 16 Gemeinden verfügt über eine Grundschule, in der die Schüler die ersten neun Schuljahre und damit die gesamte Dauer der Schulpflicht verbringen.
Alle weiterführenden Lehranstalten, insbesondere die gymnasiale Oberstufe, sind in der Hauptstadt Mariehamn konzentriert.
In Mariehamn werden auch zahlreiche Berufsausbildungen angeboten. In der Hochschule Åland (Högskolan på Åland) können Studenten verschiedene Fachhochschulabschlüsse machen.
Für weitergehende universitäre Ausbildung müssen Universitäten außerhalb Ålands aufgesucht werden, wobei die große Mehrheit der åländischen Studenten, rund zwei Drittel, sich für die schwedischen Hochschulen entscheidet.

### Medien
Auf Åland erscheinen zwei lokale Tageszeitungen. Die mit einer Auflage von rund 10.000 Exemplaren knapp größere, 1891 gegründete Tidningen Åland erschien traditionell an den fünf Werktagen nachmittags, bis sie 2007 auf morgendliches Erscheinen und sechs wöchentliche Ausgaben umstellte. Das seit 1981 bestehende Konkurrenzblatt Nya Åland erschien schon immer morgens und stellte ebenfalls 2007 von fünf auf sechs Ausgaben pro Woche um.
1984 wurde auf Åland der erste åländische Rundfunk gegründet, Radio/TV Åland. Zuvor standen den Åländern nur die staatlichen finnischen Fernseh- und Radioprogramme, die auch schwedischsprachige Sendungen senden, sowie die Programme Schwedens zur Verfügung. Zunächst wurde 1984 der Radiobetrieb von Radio Åland aufgenommen. Seit Ende der 1990er Jahre haben sich daneben auch Steel FM, der sich vornehmlich an die jüngeren Leute richtet, und Soft FM etabliert. Daneben kann man auch die schwedischen Radiosender empfangen, die teilweise auch ein eigenes Lokalradio für Åland anbieten. Seit Oktober 2007 gibt es auf Åland zwei private Fernsehsender, TV Åland und Åland 24.
Bewohner der Ålandinseln müssen die finnische Rundfunksteuer nicht entrichten, zahlen jedoch seit 2021 eine Medienabgabe, die aktuell (2024) bei 123 Euro im Jahr liegt.

### Sport
Ebenso wie die Kultur wird auch der Breitensport in Åland aus den Mitteln der staatlichen Glücksspielgesellschaft (PAF) gefördert. Auf den Inseln sind etwa sechzig Sportvereine tätig. Zudem nimmt Åland an den Island Games teil. Im Sommer 1991 und 2009 fanden die Island-Games jeweils auf Åland statt.
Im Fußball hat zuletzt der IFK Mariehamn für Aufsehen gesorgt, als er 2016 finnischer Meister wurde, nachdem er 2004 in die oberste finnische Liga (die Veikkausliiga, schwedisch: Tipsligan) aufgestiegen war und seitdem die Klasse halten konnte. 2017 war er für die zweite Qualifikationsrunde der UEFA Champions League qualifiziert, in der er jedoch ausschied. In den Jahren 2013 und 2016 hatte sich der Verein für die Qualifikation zur UEFA Europa League qualifiziert, scheiterte jedoch jeweils in der ersten Runde. Die Frauenmannschaft von Åland United gewann 2009, 2013 und 2020 die finnische Meisterschaft und wurde 2013 und 2014 Vizemeister. 2020 gewannen sie auch den finnischen Pokal. Diese Erfolgsgeschichte hat in Åland eine große Fußballbegeisterung ausgelöst.
Andere åländische Fußballvereine spielen teilweise in den unterklassigen finnischen und teilweise in schwedischen Ligen.
Größtes Fußballstadion und Heimat sowohl von IFK Mariehamn als auch von Åland United ist der 2005 in Wiklöf Holding Arena umbenannte Idrottsparken. Die 2005/2006 erbaute neue Haupttribüne hat 1650 Sitzplätze, insgesamt stehen 5637 Plätze sowie ein Restaurantbereich mit 120 Plätzen zur Verfügung. Das Stadion entspricht den UEFA-Anforderungen für internationale Pflichtspiele und Länderspiele.
Der Leichtathlet Janne Holmén wurde 2002 für die finnische Mannschaft Europameister im Marathon.
Am 13. Dezember 2008 schafften zunächst die Herren vom Volleyballverein Jomala IK, einen Tag später auch die Damen den Aufstieg in die höchste schwedische Spielklasse „Allsvenskan“.
Eine ebenfalls beliebte Sportart ist das aus Schweden stammende Unihockey (schwedisch Innebandy). Es gibt auf der Insel mehrere Innebandyvereine und Ligen.

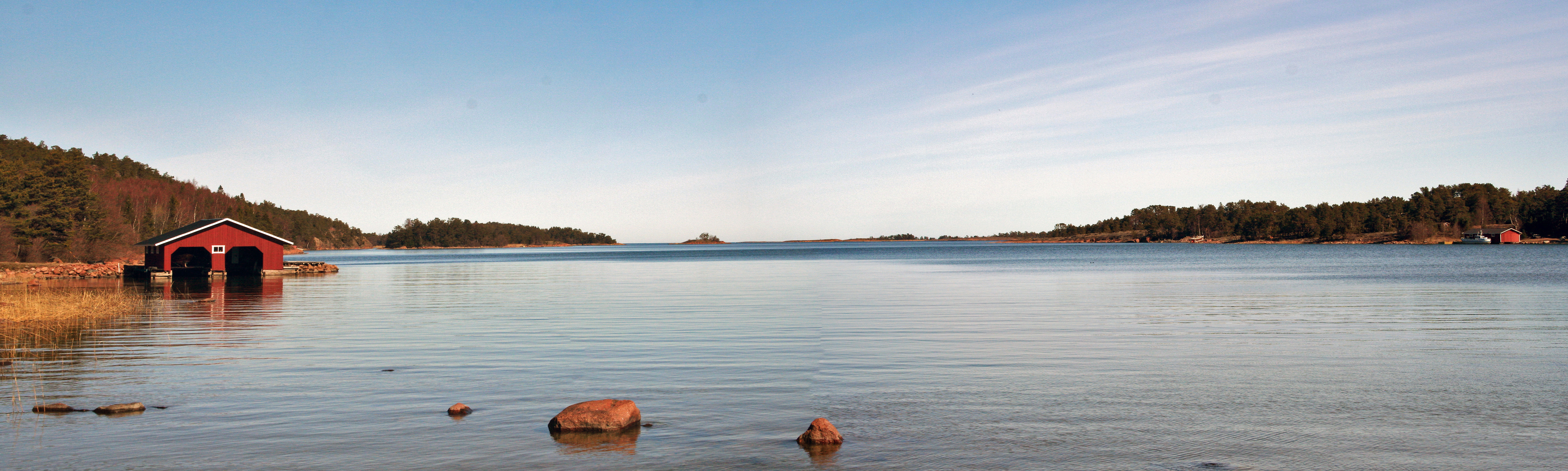
Blick auf Hamnen, zwischen Geta und Dånö